# Energielenkungsbeirat
Der Energielenkungsbeirat ist ein Beratungsgremium des österreichischen Klimaschutzministeriums. Es tritt zusammen, wenn besondere Ereignisse in der österreichischen Energieversorgung auftreten.
Geregelt ist der Energielenkungsbeirat im § 36 des Energielenkungsgesetzes 2012.
Als Vorsitzender des Beirates fungiert die Energieministerin. Weitere Mitglieder sind:
- drei Vertreter des Bundesministeriums für Wirtschaft, Familie und Jugend
- je ein Vertreter der folgenden Bundesministerien:
  - Bundeskanzleramtes
  - Bundesministerium für europäische und internationale Angelegenheiten
  - Bundesministerium für Finanzen
  - Bundesministerium für Inneres
  - Bundesministerium für Landesverteidigung und Sport
  - Bundesministerium für Land- und Forstwirtschaft, Umwelt und Wasserwirtschaft
  - Bundesministerium für Verkehr, Innovation und Technologie
- je zwei Vertreter der Wirtschaftskammer Österreich, der Landwirtschaftskammer Österreich, der Bundesarbeitskammer, des Österreichischen Gewerkschaftsbundes und der Industriellenvereinigung
- ein Vertreter der E-Control
- je ein Vertreter der Bundesländer
- je ein Fachmann der Mineralölindustrie, des Energiehandels sowie der Gas- und Wärmeversorgung
- ein Vertreter der Österreichs E-Wirtschaft
- je ein Vertreter der im Hauptausschuss des Nationalrates vertretenen Parteien

Dabei sind drei Mitglieder vom Bundesminister für Wirtschaft, Familie und Jugend, die Fachmänner der Mineralölindustrie, des Energiehandels sowie der Gas- und Wärmeversorgung sind von der Wirtschaftskammer Österreich zu bestellen.
Der Beirat ist einzuberufen, wenn Änderungen an Verordnungen, die die Versorgung Österreichs betreffen, beschlossen werden sollen.
Solche Lenkungsmaßnahmen sind in demselben Gesetzes geregelt. Sie können beispielsweise die Rationierung von Energielieferungen betreffen. In gravierenderen Fällen können Energieträger auch beschlagnahmt werden.
Die Verordnungen zu solchen Lenkungsmaßnahmen dürfen nur für eine Dauer von maximal sechs Monaten beschlossen und nur in Ausnahmefällen verlängert werden. 
Zuletzt wurde der Energielenkungsbeirat aufgrund der Gaslieferengpässe im Zuge des russisch-ukrainischen Gasstreits zu Beginn des Jahres 2009 aktiv.